# Tresino
Tresino (anche Trisino o Teresino nel Codex diplomaticus Cavensis) è un'antica frazione del comune di Castellabate, in provincia di Salerno.

## Geografia fisica

### Territorio

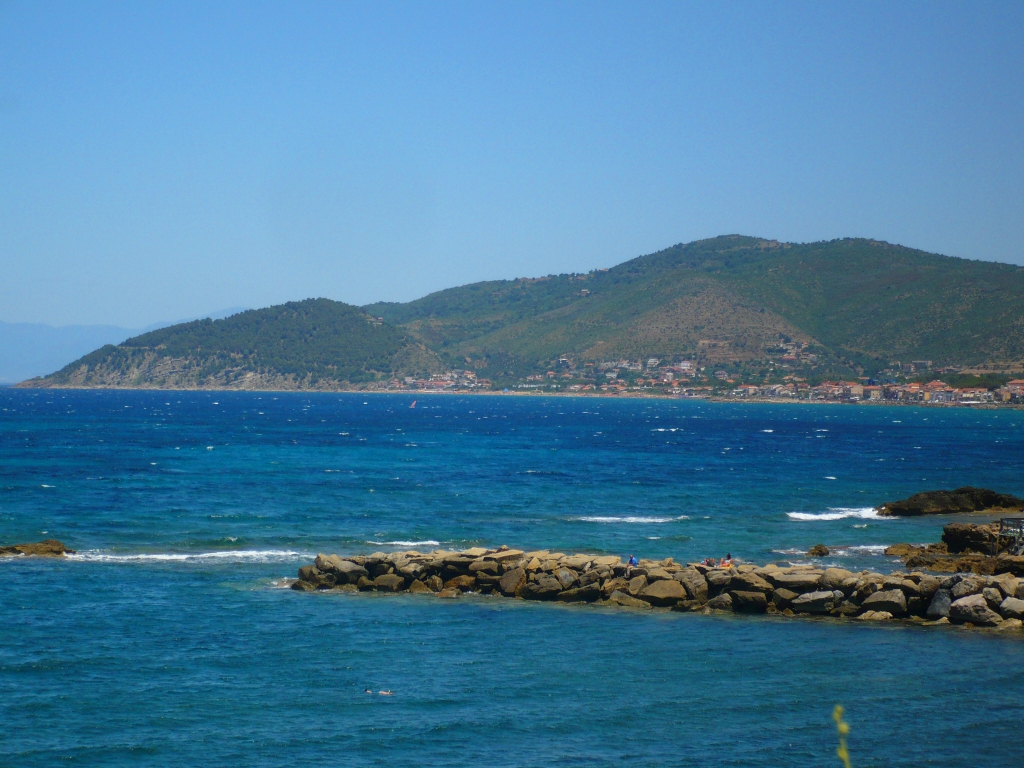
Panoramica

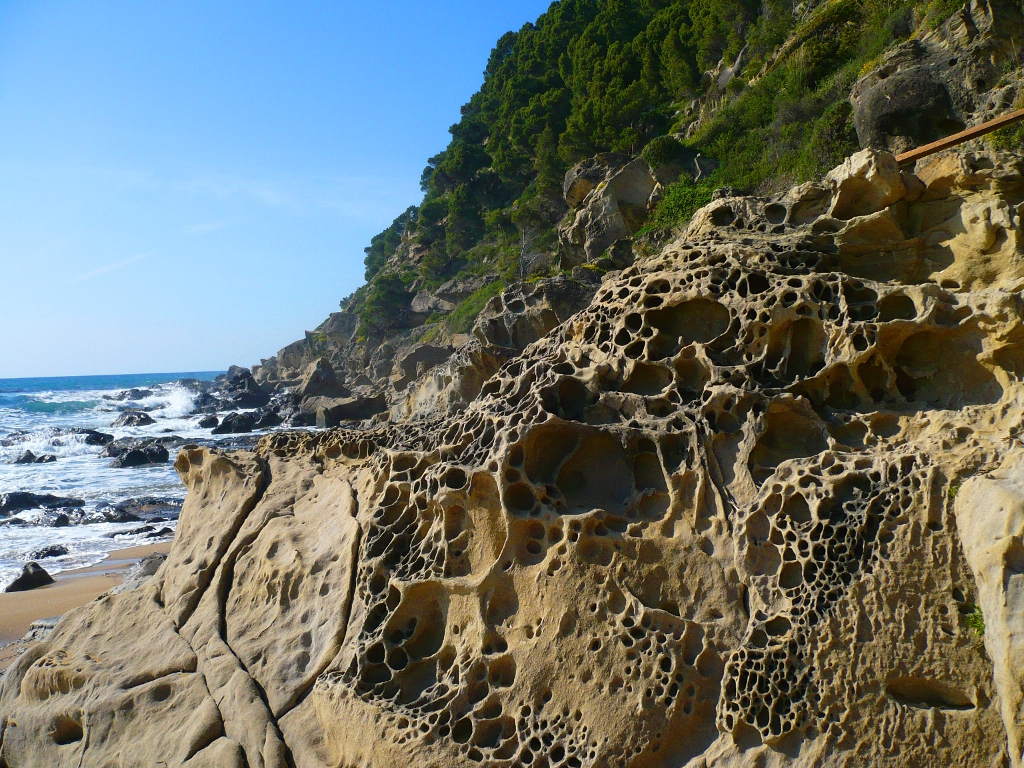
Aloclastismo a punta Pagliarola

Tresino è un monte incontaminato, un'estrema propaggine del monte Stella che si estende fino alla riva del mar Tirreno, situato tra la frazione Lago di Castellabate e il comune di Agropoli. La cima più elevata del monte Tresino raggiunge i 356 metri s.l.m.. Il suo territorio rientra completamente nei confini del parco nazionale del Cilento, Vallo di Diano e Alburni, mentre la sua costa rientra nell'area marina protetta Santa Maria di Castellabate.
Alcuni dei suoi ambienti naturali, sia marini che collinari, sono inseriti nella Rete Natura 2000, un sistema di aree protette secondo le direttive europee Habitat (92/43/CE) e Uccelli (74/409/CE), che mirano alla tutela di habitat naturali dove le specie animali e vegetali sono minacciate a livello comunitario. La costa tra punta Tresino e le Ripe Rosse (2841 ha, dove queste ultime rientrano nel comune di Montecorice) è una zona di protezione speciale, mentre monte Tresino e dintorni (1339 ha) è un sito di importanza comunitaria.
Lo costa tresinese è oggetto di numerosi fenomeni erosivi che ne contraddistinguono il paesaggio come nel caso della costa particolarmente accidentata che va da punta Pagliarola a punta Tresino, formata da grandi blocchi e segnata numerose fratture le quali vengono denominate diaclasi.
Il fenomeno erosivo è testimoniato anche dalle caratteristiche rocce che si sono formate e levigate nel tempo: come lo scoglio "della Tartaruga" e quello "della Principessa saracena", che richiama nella forma il viso di una donna intenta ad ammirare il mare. Tale scoglio, secondo una leggenda del posto, è la principessa saracena Ermigarda, la quale si gettò nel mare per unirsi al suo amato pescatore Octavio inghiottito dalle onde. Nettuno per pietà li trasformò in scogli.
Un altro fenomeno che va a modellare la forma delle rocce arenarie della costa di Tresino è quello dell'aloclastismo, dovuto alla cristallizzazione del sale marino, il quale con la sua azione espansiva disgrega la roccia creando una serie di sculture alveolari molto particolari.

### Clima
La zona, data la sua posizione geografica sulla costa tirrenica, è contraddistinta da un clima mediterraneo, con estati calde, inverni miti e tante giornate di sole. Le temperature medie del mese più freddo, gennaio, vanno da una minima di 4 °C a una massima di 12 °C, mentre in luglio e agosto si passa dai 18 °C ai 29 °C. Il clima temperato è favorito anche dalla protezione dell'Appennino campano che ripara la zona dai venti freddi in inverno. Le precipitazioni, molto scarse nei mesi estivi, toccano il picco massimo in dicembre, quando piove in media un giorno ogni due.
La stazione meteorologica più vicina è quella di Casal Velino. In base alla media trentennale di riferimento 1961-1990, la temperatura media del mese più freddo, gennaio, si attesta a +8,7 °C; quella del mese più caldo, agosto, è di +25,7 °C.
| CASAL VELINO       | Mesi | Mesi | Mesi | Mesi | Mesi | Mesi | Mesi | Mesi | Mesi | Mesi | Mesi | Mesi | Stagioni | Stagioni | Stagioni | Stagioni | Anno |
| CASAL VELINO       | Gen  | Feb  | Mar  | Apr  | Mag  | Giu  | Lug  | Ago  | Set  | Ott  | Nov  | Dic  | Inv      | Pri      | Est      | Aut      | Anno |
| ------------------ | ---- | ---- | ---- | ---- | ---- | ---- | ---- | ---- | ---- | ---- | ---- | ---- | -------- | -------- | -------- | -------- | ---- |
| T. max. media (°C) | 11,9 | 12,6 | 15,3 | 18,6 | 22,9 | 27,0 | 30,2 | 30,7 | 27,0 | 22,3 | 16,8 | 13,7 | 12,7     | 18,9     | 29,3     | 22,0     | 20,8 |
| T. min. media (°C) | 5,6  | 5,9  | 7,8  | 10,5 | 13,9 | 17,6 | 20,2 | 20,6 | 17,6 | 14,2 | 10,3 | 7,5  | 6,3      | 10,7     | 19,5     | 14,0     | 12,6 |

- Classificazione climatica: zona C, 1088 GG

## Storia
Il toponimo Tresino deriva probabilmente dalla presenza dei Greci Trezeni, che cacciati da Sibari si insediarono nella zona. Un'altra ipotesi sull'origine del nome è da ricondurre alla parola "treseni" per indicare le tre rientranze della costa (i seni del Saùco, di Stajno e del Lago). Nel VI secolo a.C. sul promontorio di Tresino, secondo Strabone, si ergeva il tempio dedicato a Poseidone della città di Trezene, eretta dai Trezeni a protezione della vicina Poseidonia. Nel territorio del Saùco sono stati rinvenuti anche i resti di una villa romana e di una tomba bisoma del III secolo a.C. La zona tra punta Tresino e punta Pagliarola (denominata Marinelle) era invece la sede del porto di Stajno. Il nucleo abitativo di Tresino, che nel 977 rientrava nei possedimenti dell badia di Cava e dei vescovi di Capaccio, era uno dei centri più sviluppati del territorio, costituito in tempi antecedenti alla fondazione del borgo di Castellabate. Gran parte degli abitanti di Tresino nel XII secolo decisero poi di trasferirsi sul più sicuro colle Sant'Angelo dove fu innalzato il Castello dell'Abate, fondato da Costabile Gentilcore, nativo proprio di Tresino, per evitare le scorribande sempre più frequenti dei Saraceni che avevano scelto come loro roccaforte la confinante Agropoli. Il villaggio di Tresino subì gravissimi danni durante il periodo della guerra del Vespro per opera degli Amulgaveri. Il villaggio fu ricostruito e venne abitato fino alla metà del XX secolo dagli allevatori e contadini che sfruttavano il clima favorevole e la presenza di falde acquifere nella zona. Il territorio venne progressivamente abbandonato a favore dei centri vicini di Castellabate e Agropoli, oggetto di un maggiore sviluppo urbano.

## Monumenti e luoghi d'interesse

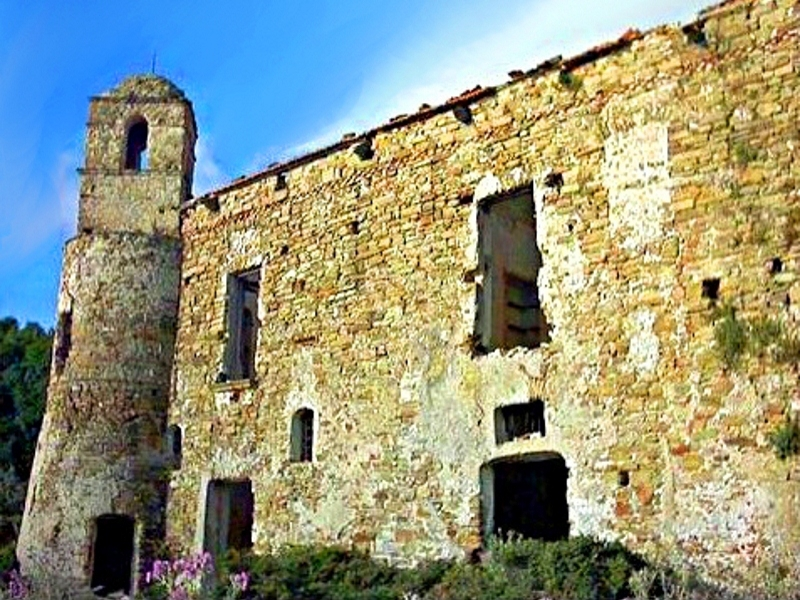
Chiesa San Giovanni

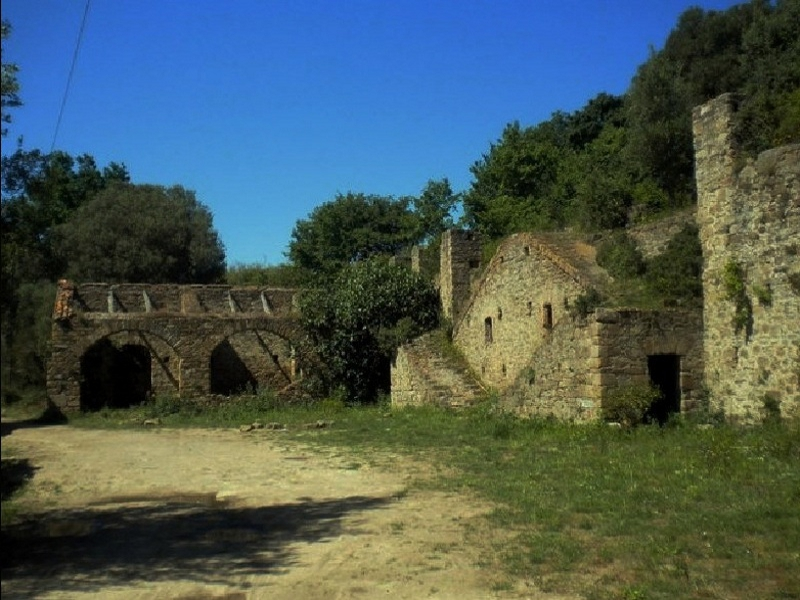
Villaggio San Giovanni

- Chiesa di San Giovanni: costruita da Ligorio di Atrani nel 957 a Tresino. L'edificio cristiano annesso ai resti del monastero, nella sua ultima veste settecentesca, è stato sconsacrato e versa in uno stato di degrado. Alla chiesa è legata la leggenda della campana di san Giovanni, la quale venne trafugata dai Saraceni e gettata in mare nella “fossa di San Giovanni” per evitare che la loro nave affondasse in una mareggiata. Si crede che alla mezzanotte di ogni san Giovanni a Tresino sia possibile percepire ancora il suono della campana[7].
- Villaggio di San Giovanni: è un antico villaggio fondato a Tresino intorno all'anno 1000, disabitato dal XVIII secolo a causa dello sviluppo dei centri vicini (Castellabate e Agropoli) e dell'abbandono progressivo delle campagne. Il villaggio è frequentato solo da gruppi di curiosi, turisti e allevatori. L'insediamento urbano si è sviluppato attorno alla chiesa di San Giovanni Battista, favorito dalla presenza di fonti d'acqua, dal clima, e dalle caratteristiche del territorio, ottimale per praticare l'allevamento e l'agricoltura. In tale contesto, formato da diverse abitazioni, fienili, stalle e da un edificio scolastico annesso alla chiesa, nacque Costabile Gentilcore, fondatore di Castellabate[7].
- Torre angioina di Tresino (rudere): edificata nel 1277 nei pressi di punta Tresino[8].
- Torre aragonese dei Zappini (rudere): collocata nei pressi di punta Pagliarola[8].
- Belvedere Sant'Angelo: una zona panoramica ove è possibile osservare i paesaggi del golfo di Castellabate, della città di Agropoli e della costiera amalfitana[7]..
- Sorgente di San Giovanni: la sorgente che sgorga dal monte in un ornato abbeveratoio per animali[7]..
- Costa e area marina: il mare di Tresino è parte integrante dell'area marina protetta Santa Maria di Castellabate e rappresenta la zona di più alta tutela biologica, quella con più delimitazioni (zona A). Numerose sono le calette naturali presenti nella zona di Tresino, la più rinomata è quella del "Saùco". Nei suoi fondali, mete di escursioni subacquee, si collocano diverse grotte marine, come quelle di punta Pagliarola[9].
- Parco e sentieri naturali: Tresino rappresenta la porta nord del parco nazionale del Cilento, Vallo di Diano e Alburni. La sua vasta area verde incontaminata è composta prevalentemente da macchia mediterranea ed è attraversata da diversi sentieri naturali, che offrono la possibilità di effettuare escursioni a piedi, in mountain bike o a cavallo. I principali sentieri naturali, attrezzati anche come percorsi botanici, sono quelli tra "Lago, Tresino, San Pietro" (9,1 km (sentiero interno) e quello tra Lago-Trentova (sentiero marino)[2]. La fruibiltà di quest'ultimo è però sostanzialmente negata dall'interruzione del sentiero all'altezza di una proprietà privata circa un km prima che la strada scenda verso la zona Lago.

## Geografia antropica

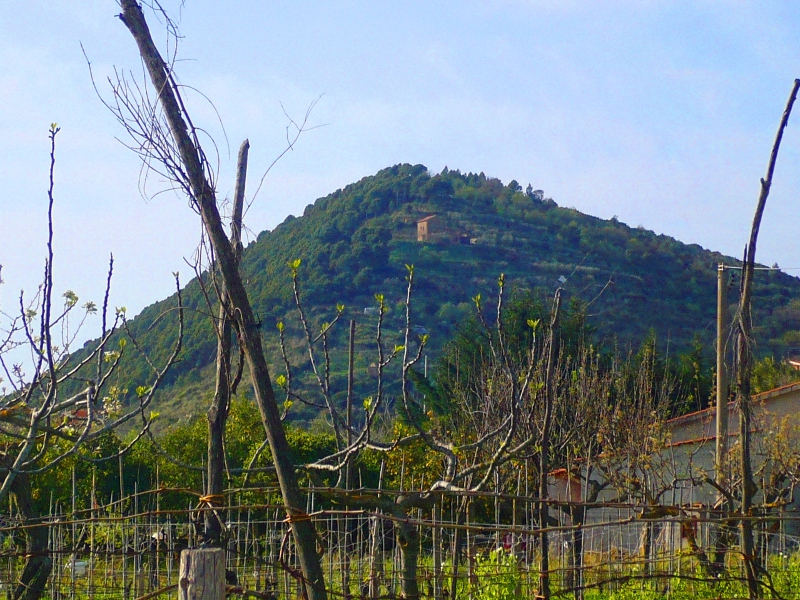
Monte Tresino

Prima del progressivo abbandono di Tresino del XX secolo, l'antico complesso edilizio della zona costruito nel X secolo si sviluppava intorno alla chiesa di San Giovanni (villaggio di San Giovanni). Comprendeva anche la località Mandrolle, un antico villaggio scomparso.

## Economia
Le attività economiche principali di Tresino sono quelle relative all'agricoltura e all'allevamento. Nella zona si conta una buona produzione vitivinicola, i cui prodotti hanno mercato anche oltre i confini europei. La frazione è dotata anche di strutture ricettive per i turisti che amano il contatto diretto con la natura. Nonostante Tresino sia un territorio costiero il turismo balneare è poco sviluppato, data la non facile accessibilità alle spiagge e ai divieti di balneazioni in gran parte della costa (tra punta Tresino e vallone Maroccia) per il regime di tutela biologica imposti dall'area marina protetta.